# Gigues
Gigues is een compositie van Arthur Butterworth. Hij schreef het werk op (veelvuldig) verzoek van George Cottem. Trombonist van het BBC Philharmonic en soms ook dirigent van het amateurorkest Oldham Orchestral Society. Het kwam in de hoedanigheid van dit vrolijk werkje. Butterworth schreef vaker voor amateurorkesten, ook nog op latere leegtijd, zie Coruscations. De componist gaf zelf leiding aan de eerste uitvoering door dat orkest op 20 juli 1972. Het werk verscheen bij de kleine uitgeverij Vanderbeek in Engeland.